# Molpa

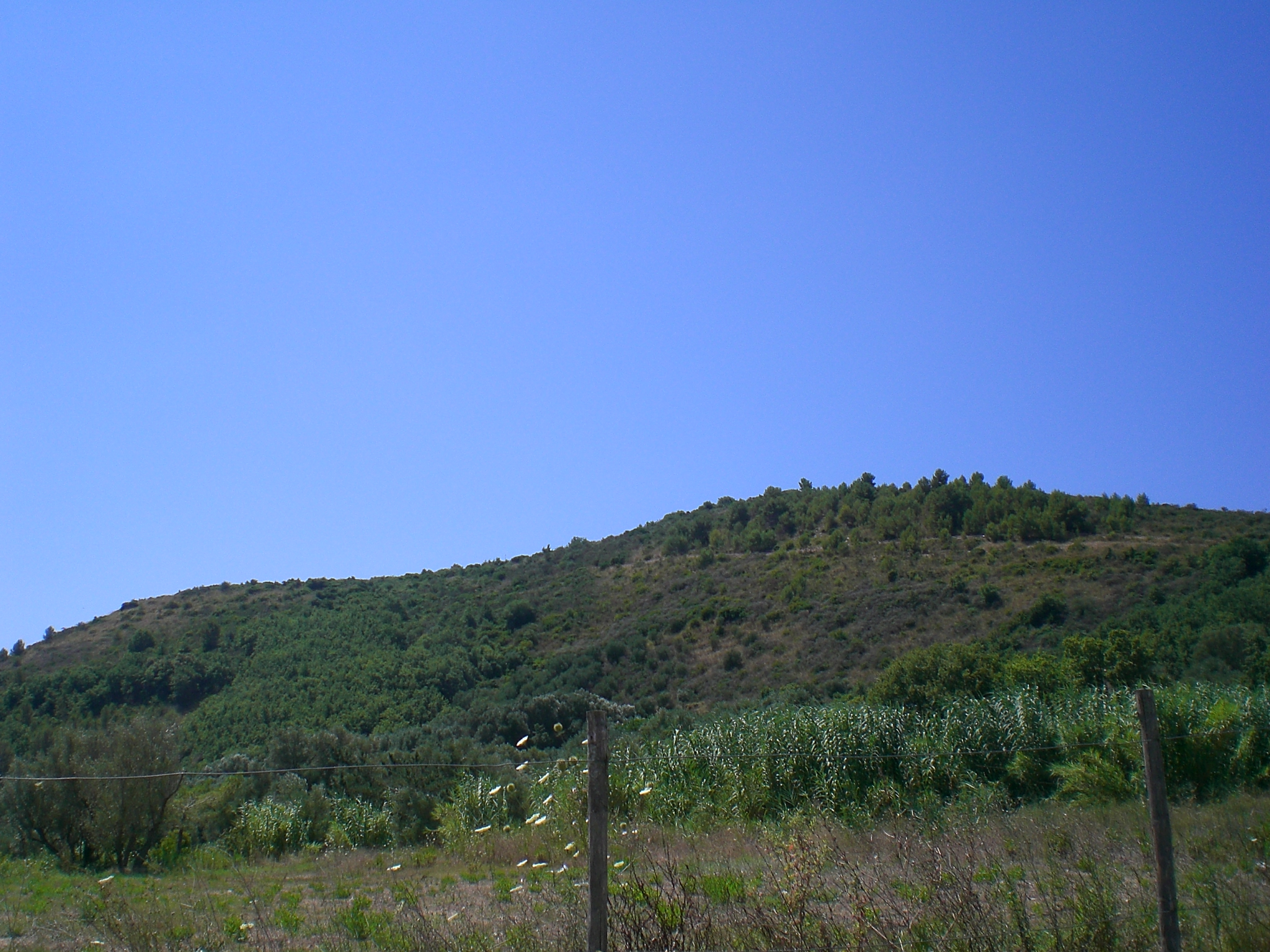
La collina di Molpa

Molpa è un'antica città che sorgeva in Campania, a circa 1 km da Capo Palinuro, sopra l'altura compresa fra i due fiumi Lambro e Mingardo.

## Etimologia
Il nome Molpa deriverebbe dalla mitologia greca: secondo quanto cantato da Licofrone, Apollonio Rodio ed altri poeti greci, Molpé è il nome di una sirena, figlia di Acheloo e della musa Melpomene. Con il nome Molpé, ossia la leggiadra, i greci designavano il fiume Lambro e per estensione la zona circostante la sua foce, ove sorgeva l'abitato.
Secondo i linguisti Giovanni Alessio e Marcello Maria De Giovanni, autori di studi di toponomastica, il nome Molpa deriverebbe dal radicale prelatino melp (variante melf), dal significato incerto (sono stati ipotizzati i significati di “colle, altura” o al contrario “concavità del terreno, voragine”, oppure “fango”). Questa radice verbale è molto ricorrente nella toponomastica meridionale e ad essa risalirebbero le origini del nome di altri città, quali Amalfi, Melfi e Molfetta (anticamente Melphium). Stessa origine potrebbero avere altri toponimi dell'Italia centro-settentrionale, quali il fiume laziale Melfa e la città lombarda Melzo (anticamente Melphum o Melpum), facendo pensare che questo termine fosse comune sia alla lingua degli Enotri che a quella degli Etruschi e dei Liguri.

## Le origini
Secondo quanto riportato da Diodoro Siculo, Molpa fu fondata verso il 540 a.C. dagli Ioni provenienti dalla città di Focea, che alcuni anni prima avevano già fondato la città di Elea (originariamente denominata Hyele e nota ai romani come Velia).
Ritrovamenti antecedenti alla data di fondazione di Molpa dimostrano che in realtà questa zona e il vicino Capo Palinuro erano già largamente abitate prima dell'arrivo dei greci, probabilmente dai Tirreni. Sulla roccia ove sorgeva Molpa sono stati ritrovati numerosi incavi circolari e rettangolari dove presumibilmente venivano infissi pali di semplici abitazioni in legno. Inoltre sono stati trovati resti di argilla seccata al sole e resti di utensili in ossidiana, che fanno pensare che qui ci fosse una stazione di commercio con le Eolie da cui proveniva tale materiale.
Inoltre, nelle grotte sottostanti l'altura sono stati ritrovati ossa umane e di animali antidiluviani ed anche di armi di selce, che dimostrano come la zona fosse abitata già dall'epoca quaternaria. In particolare, i ritrovamenti più importanti sono stati fatti: 
- nella Grotta Visco, dove gli scavi eseguiti nel 1939 hanno rivelato la presenza di resti musteriani;
- nella Grotta delle Ossa, detta così per le pareti incrostate di ossa di uomini e di animali[1].

## Molpa in epoca greca
In epoca greca l'abitato di Molpa, unitamente a Palinuro che all'epoca era un piccolo villaggio sorto sull'omonimo capo, non distante dalla necropoli in località Timpa della Guardia, costituiva la polis di Pal-Mol, come testimoniato dal ritrovamento di una moneta in argento con la figura di un cinghiale in corsa e che presenta da un lato l'incisione PAL (Palinuro) e dall'altro MOL (Molpa).
La colonia probabilmente dipendeva amministrativamente dalla ricca e potente Sibari. Della colonia greca gli scavi hanno portato alla luce resti delle fortificazioni, dell'acropoli e di altre costruzioni e numerosi oggetti (principalmente vasellame, utensili e monili), che dimostrano che per la città fu un periodo di grande splendore e floridezza economica.
La polis di Pal-Mol durò il breve periodo di trent'anni: nel 510 a.C. la colonia fu misteriosamente abbandonata, forse a causa di una tremenda epidemia.

## Molpa in epoca romana
Molpa viene rifondata in epoca romana per ragioni difensive: viene munita difatti di stazioni di osservazioni per l'avvistamento di navi cartaginesi.
Successivamente la zona fu anche scelta come residenza estiva da diverse famiglie patrizie e, secondo la leggenda, fu anche dimora dell'imperatore Massimiano, che dopo la rinuncia all'impero avvenuta nel 305 d.C. scelse di abitare in questa terra per la bellezza dei luoghi e la bontà dei vini prodotti nella zona.
Alcuni ipotizzano che nel 420 Molpa abbia dato i natali all'imperatore Libio Severo (anche se le fonti ufficiali indicano quale città di nascita Buxentum, l'attuale Policastro Bussentino).

## Molpa in epoca medievale e fine della città
In epoca medioevale ha inizio la decadenza di Molpa. La città fu presa prima dagli Ostrogoti e poi, nel corso della guerra gotica (535-553), fu distrutta nel 547 da Belisario, generale bizantino. I superstiti si rifugiarono presso vari monasteri dei dintorni, concorrendo alla fondazione di alcuni paesini tuttora esistenti, tra cui Centola.
Molpa fu rifondata nell'XI secolo dai Normanni, che ricostruirono l'abitato sul colle (140 metri s.l.m.). Nel 1113 Molpa subì una prima invasione ad opera dei pirati Saraceni. L'abitato fu dunque fortificato dai Normanni con robuste difese tra cui il Castello della Molpa, una possente rocca i cui resti sono visibili ancora oggi.
Nel corso del XII secolo a Molpa fu edificata la chiesa di San Giuliano, di cui ancora oggi restano alcuni ruderi. Da essi si deduce trattarsi di una chiesa bizantina, a pianta quadrata con abside tricora, probabilmente edificata dai monaci basiliani, che scacciati agli inizi dell'VIII secolo dall'Epiro dalla furia delle lotte iconoclaste, trovarono rifugio in Cilento accolti dai Longobardi. In zona, visibili ancora oggi, ci sono altre due chiese a pianta triconca: l'antica cattedrale di Policastro Bussentino e la chiesa di San Nicola de Donnis a Padula.
I Normanni amministrarono il territorio fino al 1189. A partire da questo anno e fino al 1268 fu sotto la giurisdizione degli Svevi, a cui succedettero gli Angioini fino al 1435. Gli Angioini potenziarono ulteriormente le fortificazioni che formava con i castelli di Palinuro e di San Severino una cinta difensiva che si rivelò di importanza vitale nella guerra contro gli Aragonesi.Dai Regesti della Cancelleria Angioina dal 1292, apprendiamo che nel 1294 Carlo I d'Angiò concesse Camerota e Molpa (Malopa) al cavaliere capitano a guerra e suo familiare Giovanni de Chaurano seu Caurano ovvero Carrano che tenne i due castelli fino alla sua morte avvenuta nel 1308.
Le difese però non resistettero all'invasione dei pirati Saraceni, noti come Corsari d'Africa, che all'alba dell'11 giugno 1464 la rasero al suolo, facendo schiava la sua gente (coloro che riuscirono a fuggire trovarono rifugiò nell'entroterra ed in particolare a Centola ed a Pisciotta) e decretando per sempre la fine dell'abitato di Molpa.

## L'edificazione della torre costiera
Nel 1554, il territorio di Molpa, insieme alle terre di Palinuro e di Pisciotta, fu acquistato per 17.000 ducati dal nobile spagnolo don Sancio Martinez de Leyna, capitano generale delle regie galee del Regno di Napoli, che vi edificò alcune torri costiere per offrire protezione alla popolazione dell'entroterra e sicurezza ai naviganti.
La torre della Molpa, o della Marinella, è ubicata alla foce del fiume Lambro in posizione leggermente sopraelevata rispetto al livello del mare. La collocazione della torre aveva lo scopo di impedire ai pirati Saraceni l'approdo, il rifornimento di acqua potabile e lo sfruttamento delle vie fluviali offerte dal Lambro e dal Mingardo per le incursioni nell'entroterra del Cilento. Il problema dei pirati era particolarmente sentito in quegli anni, dal momento che essi furono responsabili di numerose drammatiche scorribande in territorio campano (dopo l'incursione del 1464 che distrusse la stessa Molpa, memorabili furono quella del 1532 ad opera di Ariadeno Barbarossa e del 1552 ad opera dei corsari di Dragut).
Già nel 1546 Pirro Antonio Licterio, ufficiale della Regia Camera della Sommaria, aveva sostenuto l'importanza della costruzione nel territorio di Pisciotta e della Molpa di torri difensive, che avrebbero garantito una maggiore sicurezza del territorio dagli assalti dei Saraceni e consentito la rinascita dell'antico abitato:
Occorrendo al de Leyna i denari per le spese di fabbrica, guardia ed armamento, egli chiese al viceré spagnolo di esigere un contributo nelle spese sia da parte delle università e terre convicine, sia da parte dei mercanti che si recavano alla fiera di Salerno (conosciuta come fiera di San Matteo). Inoltre il de Leyna chiese la concessione dei diritti di ancoraggio, falangaggio ed alboraggio da parte di tutte le navi approdanti, ossia il pagamento di una somma di denaro per le navi ancorate in porto (diritto di ancoraggio), il pagamento per l'attracco delle barche al palo piantato sulla riva (diritto di falangaggio) ed il pagamento in proporzione alle vele per l'ingresso dei velieri in porto (diritto di alboraggio).
La richiesta del de Leyna non ebbe esito e nel 1578 il feudo di Molpa e Palinuro, con la terra di Pisciotta, fu venduto per 30.000 ducati a don Camillo Pignatelli, viceré di Sicilia.
Nel 1583 la proprietà fu venduta dai Pignatelli ad Ettore Maderno di Monteleone, che a sua volta nel 1602 la vendette ad Aurelia della Marra, moglie di Cesare Pappacoda. La famiglia dei Pappacoda terrà il feudo di Pisciotta, Molpa e Palinuro, divenuto frattanto marchesato, fino al 1806.
Per la mancanza di investimenti, la torre della Molpa, edificata solo parzialmente, fu abbandonata ed oggi rimangono pochi resti informi della parte basamentale, chiaramente a pianta quadrata. La città di Molpa non è mai più stata rifondata.

## Miti e leggende
- La più nota è la storia di donna Isabella Villamarino, aristocratica e, secondo la leggenda, bellissima fanciulla (anche se in realtà pare fosse di statura non molto alta e neanche troppo graziosa). All'età di soli dieci anni, per volere del padre Bernardo, conte di Capaccio, ammiraglio e luogotenente del regno, Isabella sposò il coetaneo Ferrante Sanseverino, principe di Salerno e discendente dei Sanseverino, la prima delle sette grandi Case del Regno di Napoli. Da questo matrimonio di interessi nacque però una splendida storia d'amore, che si interruppe bruscamente nel 1552 quando Ferrante litigò col viceré don Pedro de Toledo, che lo accusò di infedeltà all'imperatore Carlo V. Lo sposo, condannato a morte e alla confisca dei beni, fu costretto ad abbandonare il Regno di Napoli, non riuscendo a tornare dalla moglie, la quale privata del suo amore si gettò dalla collina della Molpa. La leggenda vuole che il fantasma di donna Isabella continui ad aggirarsi sulla Molpa in cerca del suo perduto amore.

- Anche se più legata alla città di Palinuro che alla stessa Molpa, non può non essere citata la leggenda del nocchiere Palinuro, narrata da Virgilio nell'Eneide. Palinuro cadde in acqua in questo braccio di mare e, raggiunta la costa, dopo tre giorni trovò la morte ucciso dagli indigeni.